# Shanidar
Le site préhistorique de Shanidar est situé sur les contreforts du Zagros septentrional (proche du mont Bradost), dans la province d'Erbil du Kurdistan irakien, dans le nord-est de l'Irak. Le site a notamment livré les restes de plusieurs Néandertaliens, dont certains sont présumés avoir été inhumés intentionnellement.
Il est connu pour sa « tombe aux fleurs », dite Shanidar IV, qui a contribué à renouveler la vision qu'ont les préhistoriens de la culture néandertalienne.

## Situation
La grotte de Shanidar se trouve à environ 120 km au nord-est du lac Dukan et à une quinzaine de km (à vol d'oiseau) au nord-ouest du sommet du mont Bradost (en), au Kurdistan irakien. La grotte est à 762 m d'altitude.

## Description
La grotte de Shanidar mesure 53 m de large sur 40 m de longueur, avec un diverticule de 30 m. Son plafond atteint 13 m de hauteur.
Probablement dans les années 2010, l'association amicale Kurdistan-Royaume Uni a aménagé l'accès à la grotte. Un chemin y mène, des abris ont été construits et une barrière a été installée devant l'entrée de la grotte - principalement pour empêcher les animaux d'y entrer.

## Les fouilles

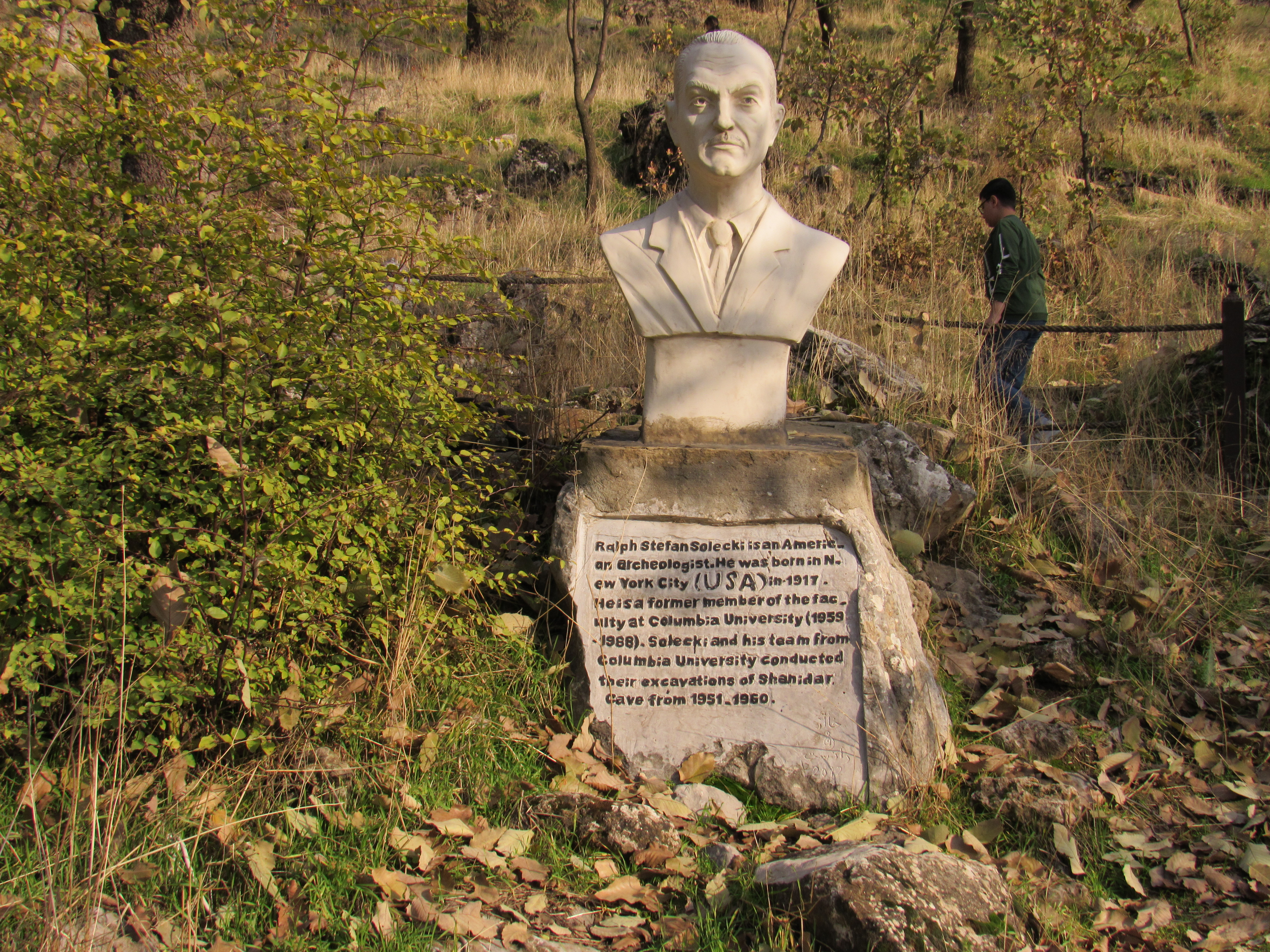
Buste de Ralph Stefan Solecki, à Shanidar

La grotte a été fouillée en quatre sessions entre 1951 et 1960 par Ralph Stefan Solecki de la Smithsonian Institution, une équipe de la Columbia University et des ouvriers Kurdes. Elles ont atteint 14 m de profondeur, mais ont dû cesser pour de longues années à cause de la guerre. Ces fouilles ont couvert 1/10e de la surface de la grotte.
Un buste de Solecki se trouve le long du chemin menant à la grotte.
En 2011 le gouvernement régional du Kurdistan prend contact avec Graeme Barker pour une éventuelle reprise des fouilles. Les fouilles reprennent en 2014 sous la direction de Tim Reynolds; elles sont rapidement interrompues par le rapprochement de l'État islamique, mais reprennent en 2015. Elles s'étendent sur une surface de 4 x 4 m, prolongeant vers l'est la tranchée de Solecki, se concentrant sur l'endroit où ce dernier a trouvé le plus de vestiges néandertaliens. Elles dégagent de nouveaux restes à proximité de Shanidar IV (la « tombe aux fleurs »),.

## La séquence archéologique
La fouille de Shanidar a permis d'explorer une séquence de 14 m de profondeur comportant un certain nombre de couches ayant livré des industries allant du Paléolithique moyen au Néolithique ancien.
- La couche D a livré un outillage moustérien non-Levallois[7], réalisé sur des petits galets de rivière, riche en racloirs et en pointes moustériennes. La faune associée comprend des restes de chèvre, de sanglier, de tortue, de cerf et de chevreuil, ainsi que quelques carnivores (loup, renard, ours). Cette couche a également livré les restes de Néandertaliens. Elle est datée d'environ 60 000 à 44 000 ans avant le présent.
- La couche C a livré une industrie lithique du Paléolithique supérieur ancien (Baradostien)[7], datée d'environ 33 000 à 27 000 ans avant le présent[7].
- La couche B1, datée de 10146 av. J.-C., a livré une industrie de type Zarzien (Épipaléolithique)[7].
- La couche B2 correspond à une phase dite « proto-néolithique » (datée d'environ 8650 av. J.-C.)[7], et a livré du matériel de mouture, des restes d'animaux, ainsi qu'un ensemble de sépultures[7].

## Les restes de Néandertaliens
Le secteur fouillé a livré neuf squelettes fossiles de Néandertaliens, différents par l'âge, l'état de conservation et leur caractère plus ou moins complet. Les différents individus sont désignés par le nom du site suivi d'un nombre en chiffres romains : de Shanidar I à Shanidar IX.
Certains individus ont été découverts dans des structures d'inhumation présumées intentionnelles. Le site de Shanidar a contribué avec d'autres à soutenir l'existence de rites funéraires chez les Néandertaliens. L'utilisation de fleurs lors de cérémonies funéraires a également été avancée pour une sépulture d'environ 60 000 ans,. Les traces pathologiques de certains individus ont également permis de supposer qu'ils devaient bénéficier de la solidarité des autres membres du groupe, car ils n'auraient pas pu assurer seuls leur propre survie.
Shanidar III se trouve au Musée national d'histoire naturelle des États-Unis, derrière un enclos de verre de haute sécurité. Les autres vestiges fossiles se trouveraient au Musée national d'Irak, qui avait été gravement pillé en 2003. Des moulages sont conservés à la Smithsonian Institution.

### Shanidar I

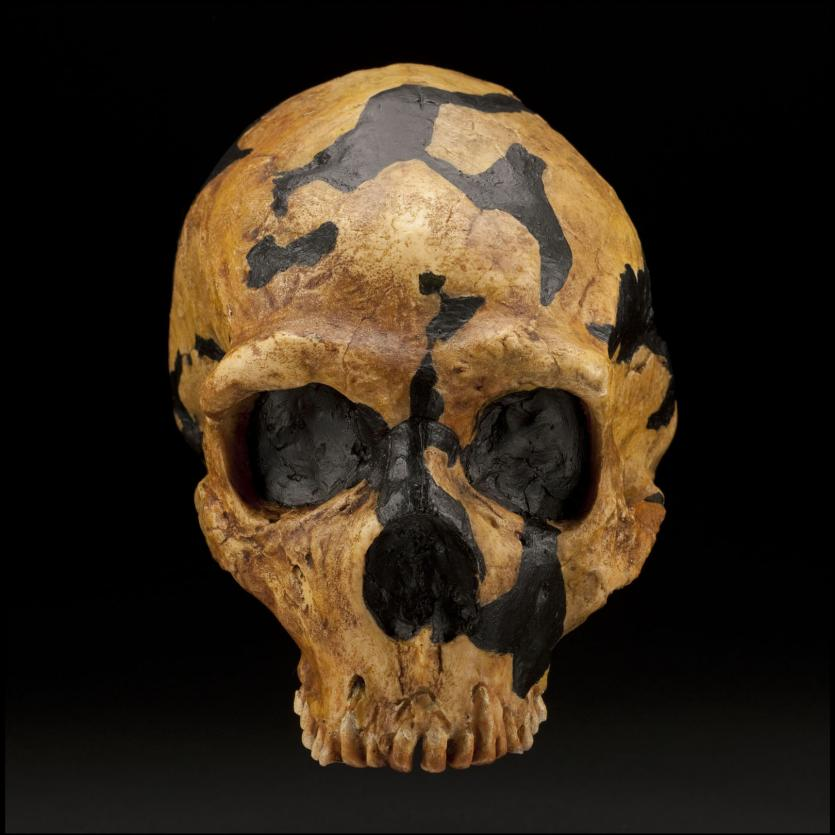
Crâne de Shanidar I

L'individu Shanidar I, surnommé « Nandy » par ses découvreurs, a été mis au jour en 1957. Trouvé en haut de la séquence stratigraphique moustérienne et daté de 44 000 ans avant le présent, c'est l'un des quatre squelettes relativement complets de la grotte. Il avait entre 40 et 50 ans à son décès, ce qui est un âge avancé pour un Néandertalien.
Il présentait de graves déformations liées à des traumatismes qui devaient le handicaper au point de rendre douloureuse sa vie quotidienne. Au cours de sa vie, il avait reçu un coup violent sur le côté gauche du visage, avec fracture et écrasement de l'orbite. Ce traumatisme avait dû le laisser borgne, en partie ou complètement. Son bras droit était atrophié et avait été fracturé en plusieurs points mais avait guéri, avec cependant perte de l'avant-bras et de la main. Ce dernier point est soit d'origine congénitale, soit le résultat d'une maladie d'enfance avec séquelles, soit le résultat d'une amputation. Le bras avait guéri mais sa blessure devait occasionner une sorte de paralysie dans les membres inférieurs de son côté droit, provoquant des difformités au bas des jambes et dans les pieds et il devait donc marcher péniblement et en boitant.
Toutes ces blessures dataient de longtemps avant la mort, et avaient eu le temps de guérir ; on en a déduit que les Néandertaliens prenaient soin des membres de leur groupe malades et âgés, ce qui montre leur esprit de solidarité. Shanidar I n'est pas le seul individu du site, ni d'ailleurs de l'ensemble des sites d'âge équivalent, à présenter à la fois blessure et guérison.

### Shanidar II

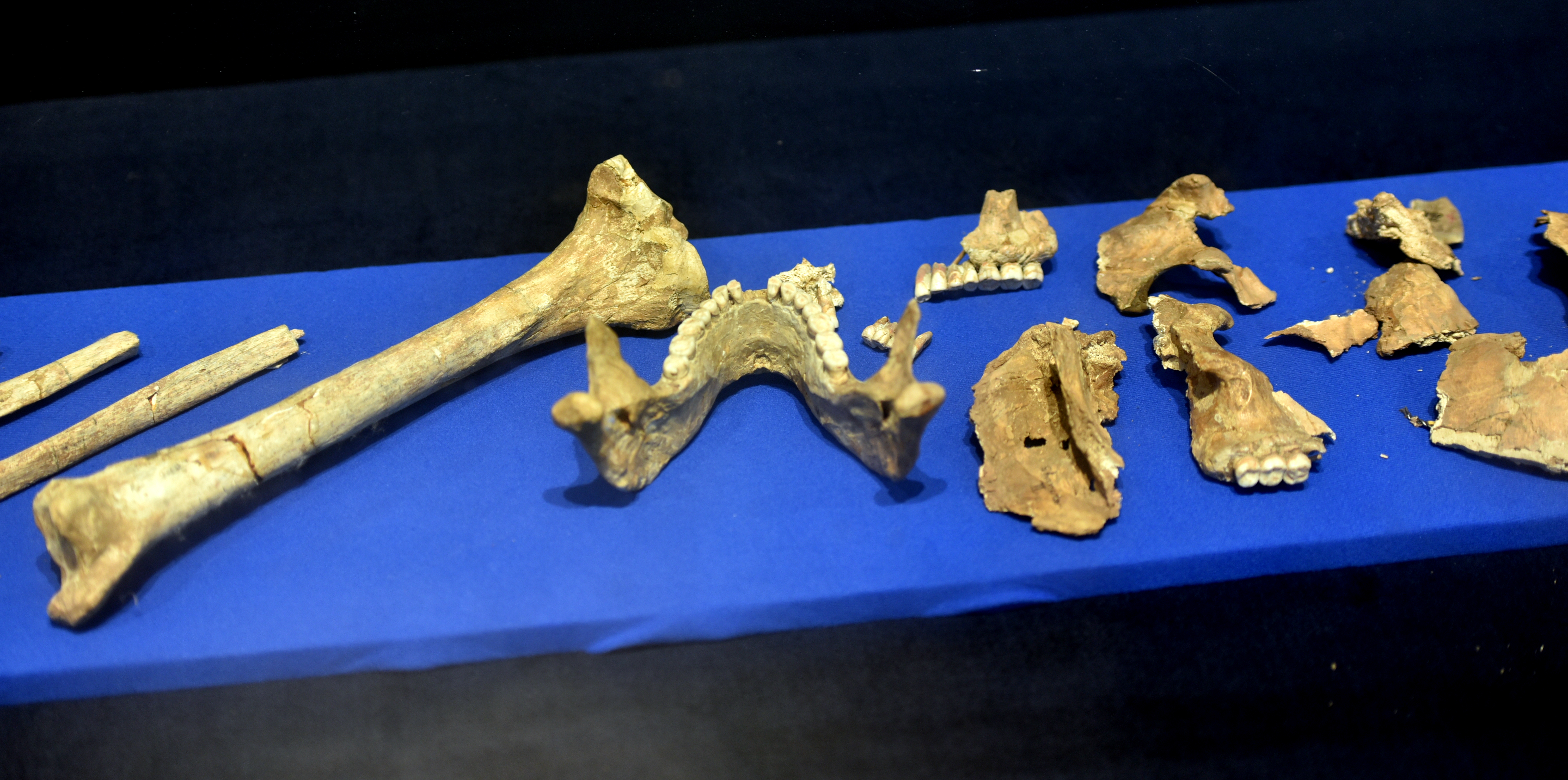
Restes de Shanidar II, Musée national d'Irak

Shanidar II est un adulte de sexe masculin dont le crâne et les os étaient écrasés, ce qui indiquerait d'après les inventeurs qu'il a été tué par un bloc de roche tombé à l'intérieur de la caverne.
Il semble que Shanidar II ait fait l'objet d'un rituel d'adieu : on a trouvé sur sa tombe une petite pile de pierres avec quelques pointes de pierre travaillées en chaille. Par ailleurs, un grand feu avait été allumé près de la tombe, avec à proximité un grand nombre d'os d'animaux fendus et cassés, ce qui fait penser à une cérémonie funèbre accompagnée par un repas. De l'alcool aurait également été produit et consommé : des graines retrouvées à proximité de la sépulture auraient été placées dans des cavités pour les faire fermenter et produire une boisson alcoolique rudimentaire.

### Shanidar III
Shanidar III est un autre adulte de sexe masculin. Il a été trouvé en 1957 et son exhumation a été achevée en 1960. Il était dans la couche D1, près du haut de la séquence moustérienne, et légèrement en dessous d'échantillons datés au carbone 14 à 46 900 ± 1 500 ans et 50 600 ± 3 000 ans,.
Son âge au moment du décès est estimé à 41 ou 42 ans, par des analyses histomorphométriques de l'os cortical. Il était couché entre de larges rochers, sur son côté droit, jambes repliées sur le torse. Les vertèbres et les côtes étaient plus ou moins en position anatomiquement correcte, avec quelques éléments post-crâniens dérangés vraisemblablement par des chutes de roches.
Shanidar III souffrait lui aussi d'une maladie dégénérative des articulations au niveau du pied droit (articulation talo-crurale et talocalcanéale), ce qui devait le gêner dans ses déplacements et les rendre douloureux. Il portait une blessure pénétrante importante à la 9e côte gauche, partiellement guérie, et une marque correspondante à la 8e côte gauche (probablement par frottement de l'objet ayant provoqué la blessure sur la côte voisine). Cette blessure a pour le moins incisé la plèvre pariétale et le récessus costo-diaphragmatique. Il n'y a pas de signe d'infection sur l'individu, et il a pu survivre à sa blessure, si la plèvre n'a pas été ponctionnée (avec poumon collapsé à la clé). Mais au vu du stade de développement du cal osseux, on sait qu'il est mort 2 mois après avoir été blessé environ .
A ce jour, il n'y a aucune certitude sur la cause de sa mort, qu'il ait été tué par la chute d'une roche dans la caverne ou des suites de cette blessure au thorax, ni aucune certitude sur une inhumation intentionnelle ou non. Cinquante ans plus tard en 2009, le débat restait ouvert.

### Shanidar IV, la «tombe aux fleurs»
Shanidar IV a été trouvé en 1960 par Ralph Solecki 15 m à l'intérieur de la grotte et, comme Shanidar VI avec lequel ses os étaient mélangés, à 7,57 m de profondeur, c'est-à-dire environ 2 m plus bas que les Néandertaliens I, III et V,. Il est donc plus ancien que les trois premiers fossiles. Sa datation est moins précise, mais il a probablement plus de 50 000 ans.
Ce squelette d'un homme adulte âgé entre 30 et 45 ans reposait sur le côté gauche, en position fléchie. Sa 7e ou 8e côte droite porte la trace d'une cassure.
Parmi tous les squelettes fossiles trouvés dans la grotte, Shanidar IV est celui qui soutient le mieux l'existence d'un rituel d'enterrement chez les Néandertaliens.
Pour rechercher d'éventuelles traces de pollens et essayer de reconstituer le paléoclimat et l'histoire de la végétation dans le site, des échantillons de sol ont été prélevés autour du corps lors de sa découverte. C'est la paléopalynologue Arlette Leroi-Gourhan, qui a déjà analysé les premiers échantillons des fouilles en 1961, qui se penche en 1968 sur les échantillons prélevés autour de Shanidar IV. Trois des échantillons, tous trois prélevés directement sous le squelette, se révèlent hors du commun, dont deux particulièrement riches. Il lui apparait d'emblée que les pollens ne sont pas arrivés à leur place de façon dispersée mais y ont été introduits ensemble et plus précisément à l'état de fleurs entières : ils sont rassemblés en concentrations de plusieurs dizaines à plusieurs centaines, cas unique sur l'ensemble du site, et totalisent plus de 1 000 unités de pollen ; quelques anthères se retrouvent dans les échantillons. Au moins huit espèces différentes se retrouvent dans ce groupe d'échantillons. Or, l'espacement entre les deux échantillons les plus riches en pollen étant de 68 cm, il a fallu plusieurs exemplaires de certaines de ces plantes pour accumuler autant de matériel.
Pour elle, il n'est pas imaginable que des oiseaux ou des rongeurs aient pu produire ce résultat, et il ne reste qu'une interprétation possible : les fleurs ont été transportées jusque là par des humains,,. De plus, pour Arlette Leroi-Gourhan et d'autres chercheurs, l'organisation de cette cueillette et le choix des plantes implique aussi que ces Néandertaliens avaient un langage plus développé que ce qu'on supposait auparavant. On relève également que la plupart de ces plantes présentent des vertus médicinales ; leurs pouvoirs curatifs sont connus depuis longtemps comme diurétiques, stimulants, astringents aussi bien que leurs propriétés anti-inflammatoires. Et les éventuels pouvoirs chamaniques de l'individu enseveli sont également évoqués par certains auteurs.

Les fleurs en question sont une achillée (Achillea type), un séneçon à fleurs jaunes (Senecio glaucus subsp. coronopifolius (Maire) C.Alexander), des centaurées (dont Centaurea type solstitiatis), une petite liliacée à fleurs bleues (Muscari sp.), Ephedra type altissima et un genre de rose trémière (Althea sp.). Toutes ces espèces ont des fleurs relativement petites mais aux couleurs vives, à l'exception de l'Ephedra dont la présence a été interprétée comme le résultat d'une litière ainsi que s'y prêtent ses nombreux rameaux très souples. Leur présence permet de déterminer la saison de l'inhumation, qui s'est déroulée entre la fin mai et le début juillet.

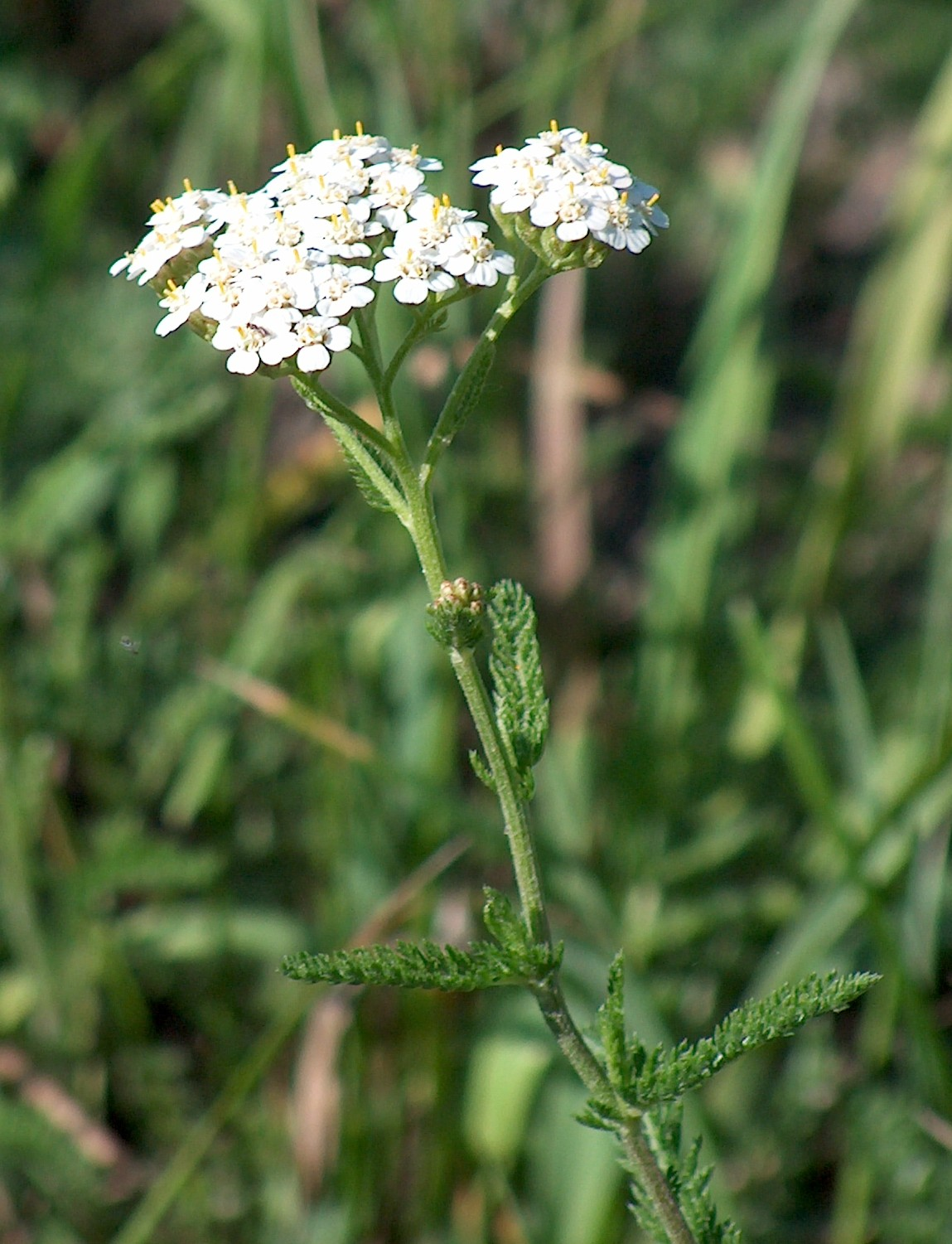
Achillée millefeuille
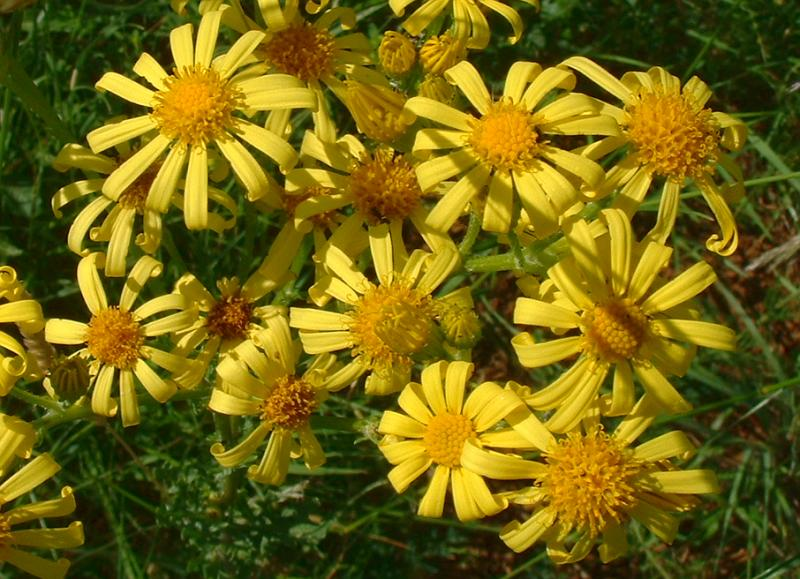
Séneçon
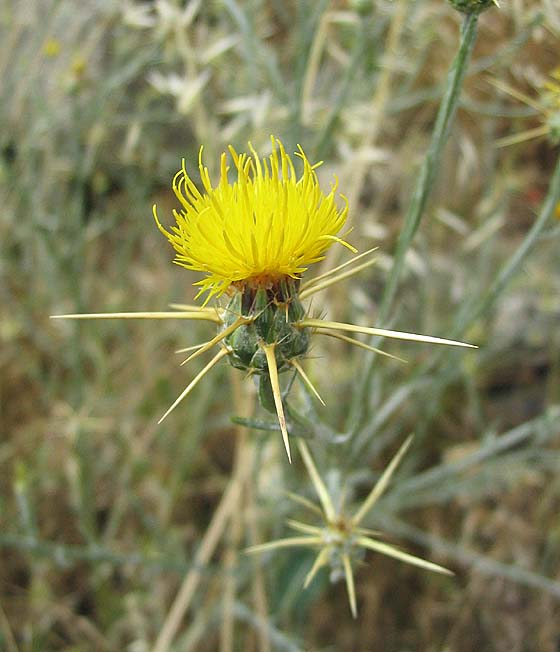
Centaurée du solstice
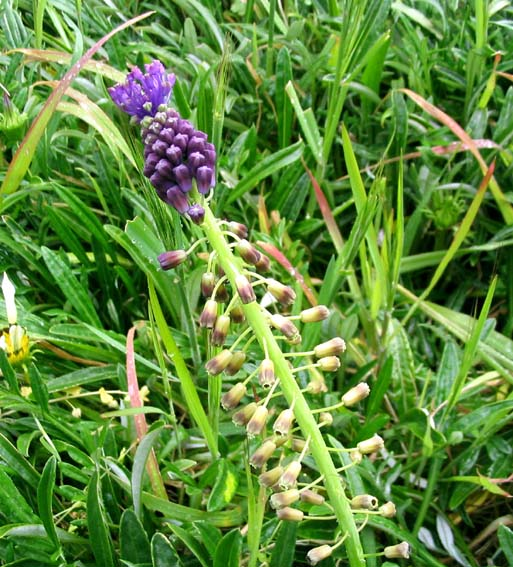
Muscari
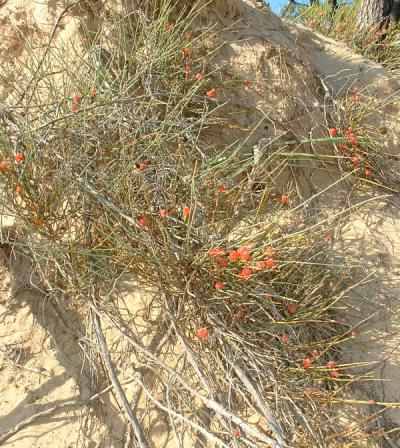
un Ephedra
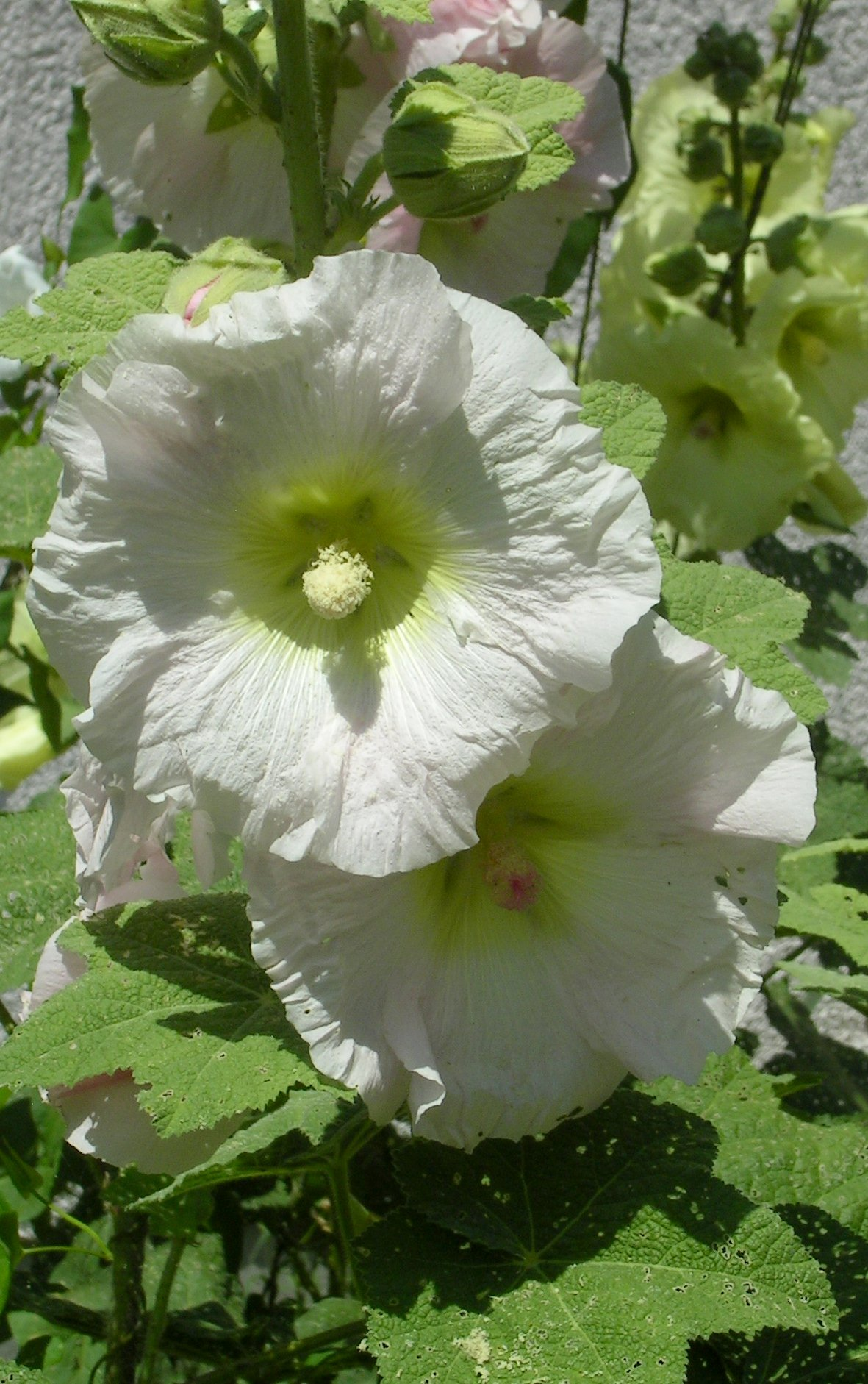
Rose trémière

L'interprétation anthropique de l'apport des fleurs telle qu'elle est avancée par Arlette Leroi-Gourhan rencontre des contradicteurs :
Une étude de 1999 suggère que le pollen peut ne pas avoir été lié à un dépôt anthropique, mais qu'il a pu être accumulé par un animal fouisseur. Plusieurs terriers d'un rongeur semblable à la gerbille, le jird persan, se trouvent à proximité. Et le jird accumule un grand nombre de graines et des fleurs à certains endroits de son terrier. Cette constatation, jointe à l'absence d'un traitement rituel pour les autres squelettes de la grotte, pourrait indiquer que la présence de pollens autour de Shanidar IV peut avoir une origine naturelle et non culturelle. Cependant, d'autres spécialistes retournent ce dernier argument contre son auteur. Ils estiment que la présence de pollens uniquement associés à l'un des corps et non à tous prouve a contrario le caractère anthropique du dépôt de fleurs et la signification particulière de celui-ci pour ses auteurs.
Lors des dernières campagnes de fouilles, de nouveaux arguments allant contre l'hypothèse de Solecki et de Leroi-Gourhan ont été formulés : les fleurs identifiées dans les pollens ne fleurissent pas toutes à la même période de l'année (du moins dans les conditions actuelles), ce qui rendrait improbable un unique épisode de collecte. Et d'autres animaux, des abeilles nichant au sol, pourraient avoir déposé les pollens à cet endroit.

### Shanidar Z
Les fouilles de 2014 ont identifié de nouveaux restes, la partie supérieure d'un corps adulte ; il pourrait s'agir de la seconde partie de Shanidar VI, dont seuls les membres inférieurs ont été identifiés. En attendant d'en savoir plus, les découvreurs l'ont surnommé « Shanidar Z »,.

## Les niveaux «proto-néolithiques»
Les couches B1 et B2 de la grotte de Shanidar appartiennent à une période plus tardive que les précédentes, celle qui voit la transition entre sociétés de chasseurs-cueilleurs et sociétés d'agriculteurs, période qualifiée de « proto-néolithique » par ses fouilleurs.
Le niveau B1 relève du Zarzien, culture définie à partir d'un autre site de la région, et est caractérisée par un outillage dominé par des petits objets (microlithes) de formes non géométriques.
Le niveau B2 est plus tardif (environ 8650 av. J.-C.), contemporain du site voisin de Zawi Chemi Shanidar, également fouillé par l'équipe de Solecki. Il a essentiellement livré des sépultures (26 comprenant 35 corps ont été identifiées par les fouilleurs), surtout d'enfants, et une construction semi-circulaire en pierre, ainsi qu'un matériel archéologique varié (microlithes, mobilier lourd comme des meules-mortier et pilons, un pendentif en cuivre).
L'étude des squelettes a révélé des traces de traumatismes au crâne, interprétées comme résultant de maladies ou de chocs violents, et divers problèmes de nutrition repérés par des pathologies dentaires, tout cela indiquant que la population vivait dans une situation de stress prononcé qui a été reliée aux changements sociaux du début du néolithique.
La répartition du matériel funéraire semblerait également indiquer un début de différenciation sociale, même si la société semble égalitaire. Les habitants de Shanidar chassaient à cette époque la chèvre sauvage, le sanglier, le cerf, le daim, des tortues d'eau douce, et pêchaient des poissons. Il n'y a pas encore de traces d'agriculture, mais il a été proposé d'identifier un processus de contrôle, voire un début de domestication des moutons, à partir de l'analyse de la faune de ce site et de celui de Zawi Chemi dans laquelle ils sont très présents (plus que sur les sites antérieurs). Cette hypothèse est toutefois contestée : certains chercheurs lui préfèrent celle d'une évolution vers des pratiques de chasse plus sélectives, prélude à la domestication, qui n'est attestée avec assurance dans la région que pour des périodes plus tardives (cf. à Jarmo).